# Fausta tibialis
Fausta tibialis là một loài ruồi trong họ Tachinidae.